# Academia Militară (métro de Bucarest)
Academia Militară (en français Académie militaire) est une station de métro de la ligne M5 du métro de Bucarest. Elle est située dans le Secteur 5 de Bucarest en Roumanie.
La station est mise en service en 2020, elle est exploitée par Metrorex et desservie par les rames de la ligne M5.